# کلادیو باسولس
کلادیو باسولس (انگلیسی: Claudia Bassols؛ زادهٔ ۳ اکتبر ۱۹۷۹) یک هنرپیشه زن اسپانیای‌تبار است. وی از سال ۲۰۰۶ میلادی تاکنون مشغول فعالیت بوده‌است.